# William Rowley
William Rowley (1585 circa – 1626) è stato un drammaturgo e attore teatrale inglese.

## Biografia
Poco è noto dell'infanzia e giovinezza di Rowley. Si affermò sulla scena teatrale londinese come attore e pare che tendesse a interpretare ruoli comici (clown) come il Vescovo Grasso in Un gioco di scacchi di Thomas Middleton e Plumporridge nell'Inner Temple Masque; scrisse per se stesso ruoli dello stesso tipo, come Jacques in All's Lost by Lust e Bustopha in The Maid in the Mill. Presumibilmente intraprese l'attività teatrale con la compagnia dei Queen Anne's Men, mentre nel 1609 si unì ai Duke of York's Men, poi diventati i Prince Charles's Men nel 1612. Come attore e clown, Rowley recitò al Red Bull Theatre, al Curtain Theatre, all'Hope Theatre e anche alla corte di Giacomo I tra il 1610 e il 1615.
Come scrittore Rowley si occupò quasi esclusivamente di teatro e l'unica opera non drammatica a lui attribuita è il pamphlet A Search for Money (1609). Come commediografo e tragediografo, Rowley collaborò con alcuni dei maggiori drammaturghi dell'epoca, tra cui John Fletcher, Thomas Heywood, Thomas Middleton, Thomas Dekker, John Ford e, forse, anche John Webster e William Shakespeare. Si ritiene che solo due opere siano state scritte unicamente da Rowley, A Shoemaker a Gentleman (1607-9) e All's Lost by Lust (1619), anche se le opere perdute Hymen's Holidays or Cupid's Vagaries (1612), A Knave in Print (1613) e The Fool Without Book (1613) potrebbero essere state firmate esclusivamente dallo scrittore. La sua opera più nota è La strega di Edmonton, scritta in collaborazione con Thomas Dekker e John Ford.
Nel 1623 si unì ai King's Men del Globe Theatre, dove rimase fino al 1626, quando la morte lo colse, presumibilmente a Londra. Secondi altri storici la data della morte sarebbe da posticipare al 1642. Le spoglie di Rowley furono sepolte al cimitero di St James, a Nord di Londra.

## Opere
- Fortune by Land and Sea (1607; stampata nel 1655). Con Thomas Heywood.
- The Travels of the Three English Brothers (1607). Con George Wilkins and John Day.
- A New Wonder, a Woman Never Vexed (1610-14; stampato nel 1632). Probabilmente in collaborazione con George Wilkins e/o Thomas Heywood.
- A Fair Quarrel (1614-17; stampata nel 1617). Con Thomas Middleton.Wit at Several Weapons (1615; stampato nel 1647). Inizialmente attribuita a Francis Beaumont e John Fletcher, ma probabilmente scritta o profondamente rimaneggiata da Rowley e Thomas Middleton.
- All's Lost by Lust (1618-19; stampato nel 1633)

- The Old Law, or A New Way to Please You (1618; stampato nel 1656). Con Thomas Middleton e possibilmente Philip Massinger o Thomas Heywood.
- The World Tossed at Tennis (1620). Con Thomas Middleton.
- The Witch of Edmonton (1621; stampato nel 1658). Con John Ford and Thomas Dekker.
- The Birth of Merlin; or, The Child Hath Found its Father (1622; stampato 1662). Il frontespizio cita Shakespeare come autore, ma l'attribuzione viene considerata apocrifa.
- The Changeling (1622; stampata nel 1653). Con Thomas Middleton.
- A Match at Midnight (1622; stampato nel 1633). Il frontespizio menziona come autore 'W. R.', storicamente ritenuto William Rowley, ma l'attribuzione è ritenuta dubbia.
- The Maid in the Mill (1623; stampata nel 1647). Con John Fletcher.
- The Spanish Gypsy (1623; stampato nel 1653). Il frontespizio attribuisce l'opera Rowley e Middleton, ma l'attribuzione è stata contestata e per la critica letteraria i probabili autori sono John Ford e Thomas Dekker.
- A Cure for a Cuckold (1624; stampata nel 1661). Con John Webster.
- A Shoemaker a Gentleman (stampato nel 1638)
- The Thracian Wonder (stampato nel 1661). Il frontespizio attribuisce l'opera a Rowley e John Webster, ma la partecipazione del secondo è dubbia